# Jean-François Casabonne
Pour les articles homonymes, voir Casabonne.
Jean-François Casabonne, né à Montréal le 29 octobre 1961, est un acteur québécois.
Il est le frère de la comédienne Anne Casabonne.

## Biographie
Jean-François Casabonne est diplômé du Conservatoire d'art dramatique de Montréal, promotion 1988.

## Filmographie

### Cinéma
- 1989 : Vent de galerne de Bernard Favre : André
- 1991 : Nelligan de Robert Favreau : Charles Gill
- 1994 : Si belles de Jean-Pierre Gariépy : François
- 1997 : La Vengeance de la femme en noir de Roger Cantin : concepteur de pub
- 2000 : La Beauté de Pandore (en) de Charles Binamé : Vincent Taviani
- 2007 : Le Ring d'Anaïs Barbeau-Lavalette : le clochard
- 2012 : L'Empire Bo$$é de Claude Desrosiers : le réalisateur-narrateur
- 2017 : La Petite Fille qui aimait trop les allumettes de Simon Lavoie : père Taviani
- 2024 : Se fondre de Simon Lavoie : matricule 973

### Télévision
- 1989 : Les Noces de papier : étudiant
- 1999 : Opération Tango : major Patrice Davila
- 2004 : Le Bleu du ciel : Tony Sanchez
- 2016 : Les Pays d'en haut : quéteux
- 2019 : District 31 : Vincent Grégoire

## Récompenses et Nominations

### Récompenses
- 2005 : Masque «Interprétation masculine dans un rôle de soutien» pour Gertrude (Le cri)
- 2001 : Mention spéciale - Prix Société et Communication pour Jésus de Chicoutimi

### Nominations
- 2006 : Masque «lnterprète masculin de l’année» pour La Hache